# 近藤利兵衛
2代目 近藤 利兵衛（こんどう りへい、安政6年4月15日（1859年5月17日） - 大正8年（1919年）4月21日）は、日本の実業家。蜂印香竄葡萄酒（蜂印葡萄酒）の発売元である近藤利兵衛商店を経営し、豊国銀行の取締役、旭製薬の監査役も務めた。

## 経歴

### 青年期
安政6年4月15日（1859年5月17日）、江戸・四谷忍町6番地の松熊林蔵の三男として生まれた。下野国（現・栃木県）出身とされることもある。幼名は岩吉。東京・日本橋の小網町にある砂糖商の百足屋に奉公し、仕入れで横浜に同行するなど主人に目を掛けられた。日本橋の檜物町には洋酒商の近藤利兵衛商店（近藤商店）があったが、初代近藤利兵衛には子がいなかった。1889年（明治22年）、岩吉は初代近藤利兵衛の養子となった。

### 近藤商店の発展
当時の東京には盛んにビールが輸入され、その他の洋酒なども店頭に並び始めた頃だった。岩吉は神谷傳兵衛が造る葡萄酒（甘味果実酒）の味に驚き、1881年（明治14年）に神谷傳兵衛と取次販売の契約を結んだ。それまでは神谷傳兵衛が製造と販売の双方を行っていたが、近藤商店のおかげで神谷傳兵衛は製造に専念できることとなった。3歳差の岩吉と神谷傳兵衛は私的にも親交を深め、近藤商店は「蜂印香竄葡萄酒」の販売に全力を注いだ。
新聞で商品の宣伝を行うことが珍しい時代だったが、絵や意匠に工夫を凝らした「蜂印香竄葡萄酒」の新聞広告は話題となった。鉄道沿線に葡萄酒の巨大な看板を建てたり、東京駅から下関駅までの各駅に葡萄酒の広告を出すなど、当時としては画期的な宣伝手法も用いた。「神谷の販売部は近藤商店、近藤の製造部は神谷の醸造所」と言われるような状態であり、「蜂印香竄葡萄酒」の製造元である神谷傳兵衛（みかはや銘酒店）、販売元である近藤商店はそれぞれ繁盛した。

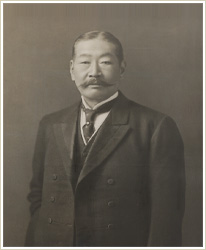
公私ともに親交があった神谷傳兵衛

31歳だった1892年（明治25年）5月13日、栃木県下都賀郡栃木町の市川弥平の長女かつを娶った。初代近藤利兵衛は岩吉に近藤家の家督を譲り、2代目近藤利兵衛を襲名した。初代近藤利兵衛は日本橋区村松町に家を建てて隠居した。1901年（明治34年）には長男の忠彦が生まれたが、10歳の時に早逝したため、四女の富子に婿養子として白井六郎を迎えた。様々な事業を手掛けた神谷傳兵衛とは異なり、2代目近藤利兵衛は洋酒の販売に専念していたが、1907年（明治40年）には豊国銀行（後の昭和銀行）の発起人に加わって取締役となった。1907年（明治40年）には寿屋洋酒店（後のサントリー）が赤玉ポートワインを発売しているが、この頃によく売れていた葡萄酒は「蜂印香竄葡萄酒」だった。

### 死去
1918年（大正7年）12月、60歳の時に資本金150万円の株式会社近藤商店を設立した。その翌年の1919年（大正8年）4月21日、2代目近藤利兵衛は旅先の大阪で急逝した。墓所は谷中霊園。近藤六郎（白井六郎）が3代目近藤利兵衛を襲名し、株式会社近藤商店の社長に就任した。1920年（大正9年）には神谷傳兵衛によって墓に献灯が建てられた。